# Language. Sex. Violence. Other?
Language. Sex. Violence. Other? é o quinto álbum de estúdio da banda de rock galesa Stereophonics, foi lançado em 14 de março de 2005. Alcançou o topo da parada de álbuns do Reino Unido, sendo este o primeiro lançamento com o novo baterista Javier Weyler. Todos os títulos das canções são compostas por uma única palavra. O título da canção "Lolita" é inspirado na filha de Kelly Jones.
O primeiro single, "Dakota", foi lançado em 28 de fevereiro de 2005. Ele se tornou o maior hit do grupo no Reino Unido, alcançando a primeira posição na tabela de vendas, e também no topo da tabela de downloads, onde passou onze semanas no Top 10. Ela recebeu críticas positivas de James Masterton, que a classificou como a melhor canção do ano. 
O segundo single foi "Superman", lançado em 20 de junho. A canção chegou na 13ª posição na parada de singles. O terceiro single, "Devil", foi lançado em 12 de setembro, juntamente com um polêmico vídeo.

## Faixas
Todas as faixas escritas por Kelly Jones.
1. "Superman" – 5:07
2. "Doorman" – 3:49
3. "Brother" – 4:04
4. "Devil" – 4:40
5. "Dakota" – 4:57
6. "Rewind" – 4:46
7. "Pedalpusher" – 3:18
8. "Girl" – 1:59
9. "Lolita" – 3:26
10. "Deadhead" – 3:34
11. "Feel" – 3:44

Outras canções (CD2)
1. "Long Way Round"
2. "Soul"
3. "Dapper Dan"
4. "Brother"
5. "Hammerhead"
6. "Ooh La La"